# Castle of Illusion Starring Mickey Mouse (jogo eletrônico de 2013)
Castle of Illusion Starring Mickey Mouse é um jogo de plataforma 2.5D desenvolvido pela Sega Studios Australia e publicado pela Sega. É um remake do jogo homônimo lançado em 1990 para Mega Drive, que foi o primeiro título da série de jogos Illusion de Mickey Mouse. O jogo foi lançado na PlayStation Network em 3 de setembro de 2013, na Xbox Live Arcade e Microsoft Windows em 4 de setembro, e para IOS em 21 de novembro. Foi Lançado também para Mac OS X pela Feral Interactive em julho de 2014.

## Jogabilidade
Apresentando gráficos 3D em alta definição, o jogo é em grande parte jogado em side-scrolling como na versão original, com a adição de seções que permitem a locomoção em várias direções, como segmentos de quebra-cabeça. A principal habilidade ofensiva de Mickey contra os oponentes é o salto, que pode ser usado para alcançar áreas mais altas. Também há projéteis para serem coletados e atirados em inimigos a longa distância.
Os níveis foram reinventados, apresentando novos layouts, enigmas e inimigos, assim como batalhas contra chefes aprimoradas. O próprio castelo, que era apenas uma transição entre níveis no jogo original, agora pode ser totalmente explorado, com novas áreas abertas, recolhendo gemas espalhadas em torno de cada nível.
Durante todo o jogo, jogadores podem encontrar cartas de baralho e pimentas que podem ser usadas para desbloquear várias roupas para Mickey.

## Recepção
Castle of Illusion em geral tem recebido criticas positivas, com score no Metacritic de 72/100 para a versão PS3 e 67/100 para a versão do Xbox 360. IGN deu ao jogo uma pontuação de 6,7, elogiando sua apresentação mas criticando sua jogabilidade. Joystiq deu ao jogo 4/5 estrelas, chamando-o de "um grande remake e uma vitrine para os principais elementos que fazem um grande jogo de plataformas". GameSpot deu ao jogo uma pontuação de 7.0, elogiando a sua diversão embora lamentando suas cutscenes que não podem ser puladas. Official Xbox Magazine deu ao jogo uma pontuação de 8.0, chamando-lhe de "uma divertida atualização para o clássico do passado, mas também uma sólida experiência plataforma em seu próprio direito". GamesRadar deu ao jogo 3.5/5 estrelas, elogiando a sua apresentação embora lamentando alguns problemas com controles em algumas TVs, por conta de algum lag.